# Epinephelus marginatus
Epinephelus marginatus, conhecido pelos nomes comuns de garoupa-verdadeira, garoupa-crioula, piracuca e garoupa-preta, é um peixe que pertence à família Serranidae.

## Etimologia
"Piracuca" é oriundo do tupi antigo pirakuka.

## Habitate distribuição
Viveː no Mar Mediterrâneo; no Oceano Atlântico perto dos Açores, frente às costas do sul do Brasil, do Uruguai e do norte da Argentina; e no Oceano Índico frente às costas de Moçambique e Madagascar. Geralmente a uma profundidade entre os 10 e 50 metros, chegando às vezes até os 200 metros, especialmente nas áreas de fundos rochosos ou em grutas.

## Descrição

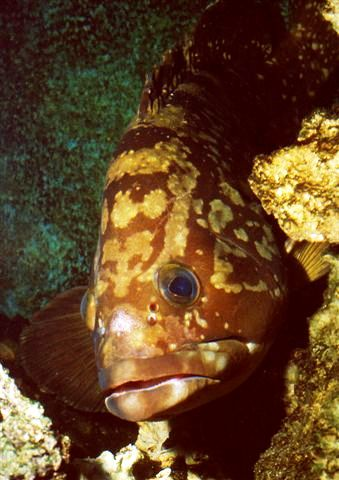
Peixe adulto

Mede entre 140 e 150 centímetros de longo e pesa uma media 60 quilogramas. Vive cerca de 50 anos, tendo-se observado uma idade máxima de 61 anos. Tem boca grande e destacada com lábios proeminente, sua barbatana é comprida e sua barbatana caudal é convexa e permite movimentos rápidos em distâncias curtas e sua cabeça é arredondada. No opérculo, tem três espinhas.
Sua cor varia do verde ao marrom dependendo da estação do ano e da idade. É verde a azulado durante sua fase juvenil. O adulto é marrom-obscuro com os pontos cor amarelo-forte e claro. Pode, ademais, apresentar distintas colorações segundo seu estado emocional e reprodutor.

Se distingue de outras espécies parecidas pela margem da barbatana caudal arredondada de forma convexa, pelas laterais claras na cabeça e pela cor tipicamente marrom, mais cinza nas outras espécies.

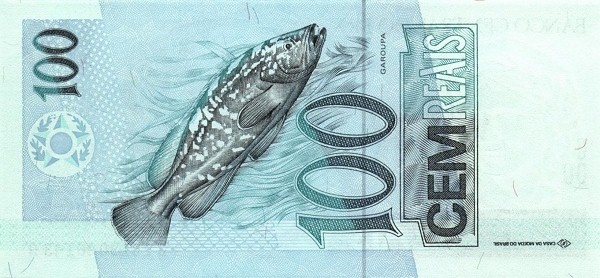
A garoupa-verdadeira aparece na cédula de cem reais

## Comportamento
Solitário, territorial, um pouco esquivo, mas está documentada certa curiosidade desta espécie.

## Reprodução
É hermafrodita sucessivo, madurando como fêmea aos 5 anos e mudando em macho aos 12 anos, embora possa ser desde os 7 anos segundo a situação demográfica do grupo. Se emparelha durante o verão. A fêmea transitória busca ao macho em seu território e espera sua chegada.

## Alimentação
Se nutre principalmente de moluscos, especialmente octópodos e crustáceos também de peixes pequenos.